# توماس ميرفي (فلاح)
توماس ميرفي (بالإنجليزية: Thomas Murphy)‏ (و. 1949  م) هو فلاح، وناشط سياسي أيرلندي، ولد في مقاطعة لاوث، هو عضوٌ في الجيش الجمهوري الأيرلندي.